# Copa de Sudáfrica 2021-22
La Copa de Sudáfrica 2021-22, conocida también como Nedbank Cup por motivos de patrocinio, es la 52a edición de la principal competencia de clubes de fútbol en formato eliminatoria de Sudáfrica.

## Formato
Los 16 clubes de la Liga Premier de Sudáfrica, ocho equipos de la Primera División de Sudáfrica, así como ocho equipos de la Segunda División de Sudáfrica ingresan al cuadro principal de 32 equipos. 
Los equipos de Liga Premier de Sudáfrica entraron en el cuadro principal automáticamente, mientras que los 16 clubes de la Primera División de Sudáfrica necesitaban jugar un solo partido de clasificación entre ellos. De los 9 equipos de la Segunda División de Sudáfrica dos fueron elegidos para jugar un partido único para ingresar al cuadro principal.

## Equipos participantes
16 equipos de la Liga Premier de Sudáfrica
| - Kaizer Chiefs - Marumo Gallants - AmaZulu - Chippa United - Golden Arrows - Baroka - Mamelodi Sundowns - SuperSport United | - Moroka Swallows - Orlando Pirates - Sekhukhune United - Royal AM - Maritzburg United - Cape Town City - TS Galaxy - Stellenbosch |

16 equipos de la Primera División de Sudáfrica
| - Jomo Cosmos F.C. - Uthongathi F.C. - TS Sporting F.C. - JDR Stars F.C. - Black Leopards - Free State Stars - Richards Bay F.C. - Polokwane City F.C. | - Venda Football Academy - Pretoria Callies F.C. - University of Pretoria F.C. - Hungry Lions F.C. - Platinum City Rovers - Cape Town Spurs - Tshakhuma Tsha Madzivhandila F.C. - Cape Town All Stars |

9 equipos de las provincias de la  Segunda División de Sudáfrica
- Western Cape - Santos FC
- Northern Cape - NC Pro`s
- Eastern Cape - Sinenkani FC
- North West - Black Eagles
- KZN - Summerfield Dynamos
- Limpopo - Mikhado FC [nota 1]
- Free State - Mathaithai FC [nota 1]
- Gauteng - African All Stars
- Mpumalanga - Sivutsa Stars

1. 1 2  Mathaithai y Mikhado fueron seleccionados para jugar entre sí en la ronda preliminar.

## Ronda preliminar
| 20 de noviembre de 2021 | Mathaithai Football Club (3) | 1–0     | Mikhado FC (3) | Sinaba Stadium, Benoni, Gauteng                            |  |
| 15:0 SAST               | - Doctor Mmotong 86'         | Reporte |                | Asistencia: 0 due to the COVID-19 pandemic in South Africa |  |

| 14 de diciembre de 2021 | Jomo Cosmos F.C. (2) | 0–0 (2-4 p) | Uthongathi F.C. (2) | Vosloorus                                         |  |
| 15:0 SAST               |                      | Reporte     |                     | Estadio: VOSLOORUS STADIUM Árbitro: Jelly Chavani |  |

| 14 de diciembre de 2021 | TS Sporting F.C. (2)                                      | 3–1     | JDR Stars F.C. (2) | Kabokweni                                            |  |
| 15:0 SAST               | - Q. Debouto 35' (pen) - S. Mtombeni 66' - S. Sithole 82' | Reporte | - M. Dineka        | Estadio: Kabokweni Stadium Árbitro: Thokozani Mkhize |  |

| 14 de diciembre de 2021 | Black Leopards (2) | 1-2     | Free State Stars (2)                | Polokwane                                                   |  |
| 15:0 SAST               | - T. Mashoene 78'  | Reporte | - T. Moleleki 42' - M. Mathonsi 87' | Estadio: Old Peter Mokaba Stadium Árbitro: Masixole Bambiso |  |

| 15 de diciembre de 2021 | Richards Bay F.C. (2) | 0-0 (5-4 p) | Polokwane City F.C. (2) | Durban                                                       |  |
| 15:0 SAST               |                       | Reporte     |                         | Estadio: King Goodwill Zwelithini Stadium Árbitro: X. Sitela |  |

| 15 de diciembre de 2021 | Venda Football Academy (2)            | 3-1     | Pretoria Callies F.C. (2) | Thohoyandou                                     |  |
| 15:0 SAST               | - T. Magalela 38' (62) - D. Mudau 89' | Reporte | - L. Balfour 60'          | Estadio: Thohoyandou Stadium Árbitro: M. Mabuto |  |

| 15 de diciembre de 2021 | University of Pretoria F.C. (2) | 2-1     | Hungry Lions F.C. (2) | Hatfield, Pretoria                       |  |
| 15:0 SAST               | - S. Julies 38' - S. Mpedi 82'  | Reporte | - K. Mogotlane 85'    | Estadio: Tuks Stadium Árbitro: S. Velapi |  |

| 15 de diciembre de 2021 | Platinum City Rovers (2)                                  | 3-2     | Cape Town Spurs (2)            | Potchefstroom                        |  |
| 15:0 SAST               | - O. Manyisa 31' (pen.) - E. Mokwana 90' - T. Ntlaba 101' | Reporte | - Igor 4' - K. Mosiatlhaga 27' | Estadio: Olën Park Árbitro: M. Thulo |  |

| 16 de diciembre de 2021 | Tshakhuma Tsha Madzivhandila F.C. (2) | 2-1     | Cape Town All Stars (2) | Thohoyandou                                      |  |
| 15:0 SAST               | - B. Dolamo 27' - R. Manzini 66'      | Reporte | - D. Booysen 84'        | Estadio: Thohoyandou Stadium Árbitro: M. Lekwape |  |

## Dieciseisavos de final
| 04 de febrero de 2022 | Richards Bay (2) | 0—4    | Mamelodi Sundowns (1)                                   | Durban                               |  |
|                       |                  | Report | B.Ralani 24' R.Reuck 55' P.Šafranko 70' P.Shalulile 88' | Estadio: Richards Bay Sports Stadium |  |

| 04 de febrero de 2022 | University of Pretoria (2)  | 2—0    | Chippa United (1) | Pretoria              |  |
|                       | L.Maqoko 80' K.Pheenane 81' | Report |                   | Estadio: Tuks Stadium |  |

| 05 de febrero de 2022 | Moroka Swallows (1)          | 2—1    | TS Sporting (2) | Dobsonville Stadium |  |
|                       | Y.Sasman 48' R.Gamildien 52' | Report |                 | Asistencia: Soweto  |  |

| 05 de febrero de 2022 | Tshakhuma Tsha Madzivhandila (2) | 1—1 (7—6 p) | Golden Arrows (1) | Thohoyandou Stadium |  |
|                       | T.Matete 68'                     | Report      | S.Conco 75'       |                     |  |

| 06 de febrero de 2022 | Orlando Pirates (1) | 1—0    | AmaZulu (1) | Orlando Stadium |  |
|                       | D.Hotto 53'         | Report |             |                 |  |

| 09 de febrero de 2022 | Venda Football Academy (2) | 3—1    | African All Stars (3) | Thohoyandou Stadium |
|                       |                            | Report |                       |                     |

| 09 de febrero de 2022 | Maritzburg United (1) | 0—1    | Supersport United (1) | Harry Gwala Stadium |
|                       |                       | Report |                       |                     |

| 11 de febrero de 2022 | Uthongathi (2) | 0—1    | Summerfield Dynamos (3) | Princess Magogo Stadium |
|                       |                | Report |                         |                         |

| 11 de febrero de 2022 | Stellenbosch (1) | 0—1    | Baroka (1) | Danie Craven Stadium |
|                       |                  | Report |            |                      |

| 12 de febrero de 2022 | NC Pro's (3) | 0—2    | Mathaithai (3) | Tafel Lager Park |
|                       |              | Report |                |                  |

| 12 de febrero de 2022 | Platinum City Rovers (2) | 1—1 (3—2 p) | Sekhukhune United (1) | Olen Park |
|                       |                          | Report      |                       |           |

| 12 de febrero de 2022 | Royal AM (1) | 2—1    | Cape Town City (1) | Chatsworth Stadium |
|                       |              | Report |                    |                    |

| 12 de febrero de 2022 | Sinenkani (3) | 1—1 (10—9 p) | Free State Stars (2) | Walter Sisulu University Stadium |
|                       |               | Report       |                      |                                  |

| 12 de febrero de 2022 | Kaizer Chiefs (1) | 0—1    | TS Galaxy (1) | FNB Stadium |
|                       |                   | Report |               |             |

| 13 de febrero de 2022 | Marumo Gallants (1) | 2—0    | Santos (3) | Peter Mokaba Stadium |
|                       |                     | Report |            |                      |

| 13 de febrero de 2022 | Black Eagles (3) | 3—2    | Sivutsa (3) | Royal Bafokeng Stadium |
|                       |                  | Report |             |                        |

## Octavos de final
| 08 de marzo de 2022 | Mamelodi Sundowns (1) | 6—0    | Mathaithai (3) | Lucas Masterpieces Moripe Stadium |
|                     |                       | Report |                |                                   |

| 09 de marzo de 2022 | Marumo Gallants (1) | 1—1 (5—4 p) | Orlando Pirates (1) | Peter Mokaba Stadium |
|                     |                     | Report      |                     |                      |

| 11 de marzo de 2022 | Venda Football Academy (2) | 3—3 (3—4 p) | University of Pretoria (2) | Thohoyandou Stadium |
|                     |                            | Report      |                            |                     |

| 11 de marzo de 2022 | Moroka Swallows (1) | 0—1    | Royal AM (1) | Dobsonville Stadium |
|                     |                     | Report |              |                     |

| 12 de marzo de 2022 | Sinenkani (3) | 0—3    | Tshakhuma Tsha Madzivhandila (2) | Mthatha Stadium |
|                     |               | Report |                                  |                 |

| 12 de marzo de 2022 | Platinum City Rovers (2) | 0—1    | Supersport United (1) | Olen Park |
|                     |                          | Report |                       |           |

| 13 de marzo de 2022 | Summerfield Dynamos (3) | 1—0    | Black Eagles (3) | Chatsworth Stadium |
|                     |                         | Report |                  |                    |

| 13 de marzo de 2022 | TS Galaxy (1) | 1—1 (3—5 p) | Baroka (1) | Mbombela Stadium |
|                     |               | Report      |            |                  |

## Cuartos de final
| 08 de abril de 2022 | Tshakhuma Tsha Madzivhandila (2) | 3—2     | Supersport United (1) | Thohoyandou Stadium |
|                     |                                  | Reporte |                       |                     |

| 09 de abril de 2022 | Marumo Gallants (1) | 1—0     | Baroka (1) | Peter Mokaba Stadium |
|                     |                     | Reporte |            |                      |

| 09 de abril de 2022 | Mamelodi Sundowns (1) | 5—0     | Summerfield Dynamos (3) | Loftus Versfeld Stadium |
|                     |                       | Reporte |                         |                         |

| 10 de abril de 2022 | Royal AM (1) | 3—2     | University of Pretoria F.C. (2) | Chatsworth Stadium |
|                     |              | Reporte |                                 |                    |

## Semifinales
| 30 de abril de 2022 | Royal AM (1) | v | Mamelodi Sundowns (1) | Chatsworth Stadium |  |
|                     |              |   |                       |                    |  |

| 30 de abril de 2022 | Tshakhuma Tsha Madzivhandila (2) | v | Marumo Gallants (1) | Thohoyandou Stadium |  |
|                     |                                  |   |                     |                     |  |